# Parodiolyra ramosissima
Espèce
Parodiolyra ramosissima est une espèce de plantes à fleurs de la famille des Poaceae. Son aire de répartition naturelle se situe dans l’État de Bahia (Brésil). C'est un bambou herbacé qui pousse principalement dans le biome tropical à la saison sèche.

## Description
Parodiolyra ramosissima a des feuilles de 4 à 13 cm avec des marges inférieures des limbes glabres. Les épis femelles sont de couleur claire à maturité et de 1,9 à 2,8 mm.

## Systématique
Le nom correct complet (avec auteur) de ce taxon est Parodiolyra ramosissima (Trin.) Soderstr. & Zuloaga (d).
L'espèce a été initialement classée dans le genre Olyra sous le basionyme Olyra ramosissima Trin..
Parodiolyra ramosissima a pour synonymes :
- Olyra blanchetii Mez
- Olyra ramosissima Trin.
- Raddiella ramosissima (Trin.) J.R.Grande

### Étymologie
Le nom de genre Parodiolyra est la combinaison de parodi, en référence à Lorenzo Raimundo Parodi (d) (1895-1966), botaniste et agronome argentin spécialiste des graminées sud-américaines, et de du grec luras, « lyre, chant ».
Son épithète spécifique ramosissima, dérivé du latin ramosus, « branchu, rameux », fait référence à cette plante très ramifiée.